# Horodok (obwód winnicki)
Horodok – wieś na Ukrainie, w obwodzie winnickim, w rejonie ilinieckim